# Me late chocolate
Me late chocolate es una película de comedia y drama mexicana de 2013 dirigida por Joaquín Bissner y protagonizada por Karla Souza, Osvaldo Benavides y Jorge Luis Moreno. La película fue filmada en locaciones de la Ciudad de México (México).

## Argumento
Moni pierde en un accidente a Xavi, su celoso y posesivo novio. Ella decide concentrarse en su tesis final de repostería, creando un chocolate, para mitigar su dolor por el fallecimiento de su prometido. Sus amigas intentan que Moni rehaga su vida y salga con muchachos. Cuando ella lo hace, la aparición de Xavi, como una visión alucinante de Moni, la asusta y provoca divertidas situaciones. No es un fantasma, es la mente de Moni que le juega traicioneramente en una especie de shock postraumático. La llegada de Alex, su nuevo asesor de tesis, empeora la situación de Moni, quien se enamora de él. Enredos y confusiones se desatan con las apariciones de Xavi y su nueva relación amorosa.

## Reparto
- Karla Souza como Moni
- Osvaldo Benavides como Alex
- Jorge Luis Moreno como Xavi
- Rodrigo Murray como Ballesteros
- María Aura como Nadia
- Begoña Narváez como Lety
- Moisés Iván Mora como Carlos
- Edgar Vivar como Edgar
- Evangelina Elizondo como Abuela
- Mónica Dionne como Pily
- Alexis Ayala como Ricardo
- Jorge Zárate como Apolonio Chamán
- Leticia Fabián como Elena Peña
- Joaquín Bissner como Chef Peña
- María Prado como Portera
- Luis García como Entrenador
- Ariel Galvan como Mesero
- Mario René Estudilo como Cocinero
- Carlo Guerra como Victor
- Mary Paz Mata como Cocinera

## Banda sonora
- Me Late Chocolate
de Georgina Recamier Elvira
Madame Recamier
Westwood Publishing, S.A. de C.V.

- Oi Shi Kata
de José Antonio 'Potro' Farías
Mariana Barney
© José Antonio Farías Mackey, 2012 BMI

- Con Una Marciana Me Boy A Casar
de José Antonio 'Potro' Farías
Cesar Cerda
© José Antonio Farías Mackey, 2012 BMI

- Más
de José Antonio 'Potro' Farías
Mariana Barney
© José Antonio Farías Mackey, 2012 BMI

- Buscando Amor
de José Antonio 'Potro' Farías
Mariana Neaves
© José Antonio Farías Mackey, 2012 BMI

- Chocolate
de Jesse Huerta y Joy Huerta
Jesse & Joy
Warner Chappell Music México, S.A. de C.V.
2009, Warner Music México, S.A. de C.V.

- A Quien Tú Decidiste Amar
Mario Sandoval, Sandoval
Warner Chappell Music México, S.A. de C.V.
2009, Warner Music México, S.A. de C.V.

- Te Amo
de Alexander Acha
Alexander Acha
Editorial Taco Music, S.A. de C.V.
2008, Warner Music México, S.A. de C.V.

- No Rompas Mi Corazón
(aka "Achy Breaky Heart")
escrita por Don Von Tress (Donald Von Tress) y Eduardo Gameros
Caballo Dorado
Universal Music Publishing MGB, S.A. de C.V.
2011, Warner Music México, S.A. de C.V.

- Aquí Voy
de Jesse Huerta y Joy Huerta
Jesse & Joy
Warner Chappell Music México, S.A. de C.V.
2009, Warner Music México, S.A. de C.V.

- He pensado
escrita por José Antonio 'Potro' Farías e interpretada por Sofía Garza